# Aimone Canape
Aimone Canape (Dongo, 25 luglio 1922 – Dongo, 15 agosto 2016) è stato un partigiano italiano.

## Biografia
Aimone Canape fu l'ultimo testimone vivente della cattura di Mussolini a Dongo nel 1945. 
Solo nel febbraio del 2010 ha deciso di rivelare il proprio ruolo, raccontando la propria versione dei fatti al giornalista Marcello Foa, il quale ha raccolto le testimonianze del partigiano nel libro Il ragazzo del lago, edito da Edizioni Piemme. 
Aimone Canape, classe 1922, fu il primo partigiano a trattare con gli ufficiali della colonna della Wehrmacht, ferma tra Musso e Dongo. Dal suo racconto emergono le incredibili coincidenze del destino che portarono alla fine del Duce e in particolare il ruolo svolto dai bambini di Dongo e dallo stesso Canape nell'indurre alla resa il comando tedesco.  
Ne Il ragazzo del lago viene descritta la versione di Canape riguardo al racconto della cattura di Benito Mussolini. Secondo Canape il Duce fu trattato con molto rispetto dai partigiani di Dongo, con una circostanza destinata a far discutere: a Canape risulta infatti che Mussolini non fece finta di essere un soldato tedesco ubriaco, bensì che fosse per terra a carponi e che un soldato tedesco fosse seduto su di lui e lo coprisse con il soprabito. Fu scoperto perché gli cadde l'elmetto.  
Secondo altre testimonianze, Aimone Canape salvò la moglie di Marcello Petacci e del ministro saloino della Cultura popolare Fernando Mezzasoma, che venne invece fucilato sulla piazza di Dongo.